# 문장환
문장환(文章煥, 1956년 ~ )은 의 대한민국의 MBC의 디지털본부장을 지낸 대한민국의 방송인이다.

## 학력
- 1972년 ~ 1975년 : 제물포고등학교
- 1975년 ~ 1979년 : 한국항공대학교 항공전자공학 학사

## 경력
- 1982년 11월 MBC 기술부문 입사
- 1988년 MBC 방송기술부 TV보도기술부
- 1984년 MBC 방송기술국 보도기술부
- 1997년 ~ 1999년 MBC 방송기술국 라디오기술부 차장대우
- 1998년 MBC TV송출부 차장
- 1999년 MBC  TV송출부 차장
- 2000년 MBC 송출기술국 보도기술부 부장(차장)
- 2003년 MBC 기술연구소 부장
- 2004년 3월 MBC 방송인프라국 시스템개발부 부장2004. 3.~2005. 2.)
- 2005년 2월 MBC 송출기술국 국장(2005. 2.~2008. 2.)
- 2008년 3월 ~ 2010년 2월 : MBC 기술본부(디지털본부) 본부장
- 2010년 3월 ~ 2011년 2월 : 삼척 MBC 대표이사 사장
- 2012년 7월 10일 ~ 2014년 12월 16일 : TBN 강원교통방송 제7대 본부장